# 諫早市立御館山小学校
諫早市立御館山小学校（いさはやしりつ みたちやましょうがっこう）は、長崎県諫早市西栄田町にある公立小学校。

## 概要
歴史
1955年（昭和30年）に諫早市立北諫早小学校から分離する形で新設された。2015年（平成27年）に創立60周年を迎えた。
学校教育目標
「豊かな心と確かな学力を持ち、生きる力を身につけた児童の育成」
校章
中央に校名の「御」の文字を置く。
校歌
作詞は風木雲太郎、作曲は山口健作による。歌詞は1番だけで、校名の「御館山」が登場する。
校区
諫早市永昌町、永昌東町、栄田町、西栄田町、小船越町（一部）、破籠井町、大さこ町。中学校区は諫早市立明峰中学校。

## 沿革
- 1955年（昭和30年）
  - 4月1日 - 「諫早市立御館山小学校」が発足。校舎完成までの間諫早市立北諫早小学校校舎を借用。長崎県立整肢療育園[2]に栄田分校[3]を設置。
  - 10月 - 校舎が完成し全学年が移転完了。開校式を挙行。場所は現在の長崎県央看護学校の位置。
- 1956年（昭和31年）9月 - 運動場を整備。
- 1957年（昭和32年）
  - 3月 - 本館が完成。
  - 7月 - 諫早大水害で被害を受ける。
- 1961年（昭和36年）3月 - 校歌を制定。
- 1963年（昭和38年）12月 - 給食室が完成。
- 1964年（昭和39年）
  - 1月 - 完全給食を開始。
  - 4月1日 - 栄田分校が長崎県立諫早養護学校として分離独立。
- 1966年（昭和41年）12月 - 体育館が完成。
- 1971年（昭和46年）7月 - プールが完成。
- 1972年（昭和47年）3月 - 特別教室が完成。
- 1992年（平成4年）5月 - 西栄田町（現在地）に新校舎が完成。

## アクセス
最寄りのバス停
- 長崎県営バス　鎮西高校前バス停

最寄りの幹線道路
- 国道34号

## 周辺
- 鎮西学院大学
- 鎮西学院高等学校
- 鎮西学院幼稚園
- 諫早市立明峰中学校
- 諫早年金事務所

## 著名な卒業生

### 政治家
- 古賀友一郎 - 自由民主党参議院議員(2期)

## 関連事項
- 長崎県小学校一覧